# 黃道十二宮殺手
黃道十二宮殺手（英語：Zodiac Killer；又譯星座殺手、黃道殺人魔，以下簡稱黃道帶殺手）是一名於20世紀60年代晚期在美國加州北部犯下多起兇案的連環殺手。直至1974年為止，他寄送了許多封以挑釁為主的信件給媒體，並在其中署名。信件中包含了四道密碼或經過加密的內容，其中「Z340」也就是第2道密碼目前已被澳洲數學家萨姆·布莱克（Sam Blake），比利時程式設計師亚尔·范艾克（Jarl Van Eycke）及美國軟體開發人戴维·奥兰查克（David Oranchak）於2020年12月破解，見影片Let's Crack Zodiac - Episode 5 - The 340 Is Solved，3人已將解密資料交給FBI且FBI也已在Twitter上做回覆。
已知黃道帶殺手於1968年12月至1969年10月期間在貝尼西亞、瓦列霍、伯耶薩湖和舊金山殺害介於16歲至29歲的4名男性和3名女性。此外也有一些其他的兇殺案被認為可能是黃道帶殺手所犯下。
舊金山警察部門在2004年4月一度將此調查案標示為「閒置」（inactive），之後在2007年3月前的某個時間點將此案重新開啟。目前這個案件仍然開放調查。

## 受害人

### 確定名單
雖然黃道帶殺手在寄給媒體的信件中宣稱自己殺害了37人，但根據調查結果顯示他僅殺害了7人，其中2人生還。已確定被害人分別是：
- 戴维·亚瑟·法拉第（David Arthur Faraday，17歲）和貝蒂·洛·詹森（Betty Lou Jensen，16歲），於1968年12月20日被槍殺身亡，案發地點在本尼西亞市內的賀曼湖路（Lake Herman Road）。
- 迈克尔·雷诺·马喬（Michael Renault Mageau，19歲）和达琳·伊莉莎白·费林（Darlene Elizabeth Ferrin，22歲），於1969年7月4日在瓦列霍藍岩泉高爾夫球場的停車場遭到槍擊；达琳在送到凱薩基金會醫院前就已死亡（DOA），迈克尔則幸運存活下來。
- 布赖恩·卡尔文·哈特内尔（Bryan Calvin Hartnell，20歲）和塞塞莉娅·安·谢泼德（Cecelia Ann Shepard，22歲），於1969年9月27日在納帕縣的伯耶薩湖（Lake Berryessa）遭到刺殺，該地點在今天又被稱作「黃道帶島」（Zodiac Island）；哈特内尔在背部被刺七刀後生還，但谢泼德在送醫兩天後傷重不治，於納帕縣的溪谷醫院（Valley Hospital）死亡[1]。
- 保羅·李·斯泰恩（Paul Lee Stine，29歲）於1969年10月11日在舊金山的普雷西迪奥海茨（Presidio Heights）被槍殺身亡。

黃道十二宮殺手的信件中所繪的圖案

### 懷疑名單
此外也有一些案件被認為是黃道帶殺手所犯下，但目前證據仍然不夠完整，無法肯定這些人是否為黃道帶殺手的受害者。其中最廣為人知的幾位受害者包括：
- 罗伯特·多明戈斯（Robert Domingos，18歲）和琳達·爱德华兹（Linda Edwards，17歲），於1963年6月4日在隆波克被槍殺。爱德华兹和多明戈斯之所以被認為是黃道帶殺手的受害者，是因為這起案件與黃道帶殺手在伯耶薩湖所犯下的案件有許多雷同之處。
- 谢里·喬·贝茨（Cheri Jo Bates，18歲），於1966年10月30日在加州里弗赛德的里弗赛德社區學院（Riverside Community College）被刺殺身亡，並幾乎遭到斷頭斬首。贝茨的命案會與黃道帶殺手產生關連，是因為在案件發生的四年後，《舊金山記事報》（San Francisco Chronicle）的記者保罗·埃弗里（Paul Avery）收到一份資料指出贝茨的命案現場環境與黃道帶殺手的犯案行為有多處相似。
- 凯瑟琳·瓊斯（Kathleen Johns，22歲），於1970年3月22日在加州莫德斯托（Modesto）西邊的132號高速公路上被誘拐綁架。一名男子載著她以及她的女嬰在斯托克顿（Stockton）和帕特森（Patterson）之間移動約三小時，之後瓊斯趁機跳出車外。在逃往派特森的警局後，她看見了黃道帶殺手的通緝海報，並指認他就是綁架嫌犯。
- 唐娜·拉斯（Donna Lass，25歲），於1970年9月6日在加州南太浩湖（South Lake Tahoe）失蹤。之後在1971年3月22日《舊金山記事報》收到一張背面貼有松林大廈（Forest Pines condominiums）廣告的明信片，在經過解讀後，被認為內容是關於黃道帶殺手宣稱拉斯的失蹤是他所為，但其中的數據卻是錯誤的（在1970年7月26日所寄的信件中，黃道帶殺手宣稱已經殺害了13個人，因此拉斯應該是第14人，但明信片上卻暗示為第12個人）。之後由於南太浩湖警方以及行政司法部門皆不同意，因此沒有對此事件展開正式的調查，而這起失蹤案是否真有牽涉到犯罪行為目前也不得而知。

## 時間軸

### 賀曼湖路
黃道帶殺手於1968年12月20日在剛好加州貝尼西亞市市區分界內疑似隨機殺害了戴维·阿瑟·法拉第（David Arthur Faraday）和貝蒂·洛·詹森（Betty Lou Jensen）後開始受到警方的注意。
法拉第和詹森兩人是第一次約會，正準備前往參加在霍根高中（Hogan High School）的聖誕節演唱會，演出地點離詹森家僅有幾個街口的距離，但他們決定先前往拜訪一位朋友，在一間當地的餐廳稍作停留，然後開上賀曼湖路。約在晚間10點15分左右，法拉第將他母親的Rambler牌小轎車停在賀曼湖路上一個碎石鋪成的避車灣。該處是當地知名的情人巷（Lovers' lane）。
晚間11點過後不久，另一輛車開進避車灣並停在兩人的旁邊。該車駕駛顯然攜槍下車並且要法拉第和詹森下車。詹森先出下了車。當法拉第下到一半時，兇手開槍打了他的頭。詹森試圖逃走，距停車處跑了28呎背部被射中五次。兇手隨後開走。兩人的屍體在數分鐘後被住在附近的史黛拉·柏格斯（Stella Borges）發現。她立即向當地警方報案，但調查結果並無顯著的線索。

### 藍岩泉
在1969年7月4日至7月5日的午夜的某一時間，达琳·费林 (Darlene Ferrin) 和迈克尔·马喬 (Michael Mageau) 驅車前去位於瓦列霍藍岩泉的一個高爾夫球場，這個球場距離上一次發生在赫爾曼湖路的謀殺地點僅僅四公里。當兩人都還坐在車內時，有輛車也行駛到了該地，並停在他們旁邊。路過的車幾乎都停沒多久就開走了，但是，大約十分鐘之後，這輛車又開了回來，並停在兩人車子的後面。
殺手下了車，向副驾驶的車門走去，手中拿着手電筒和一把9毫米口径的手枪。他先用电筒的强光照射受害人，以令其短暂的失明，然后对两名受害者连开好几枪，结束之后，他就返回了车子。但是这一切还没有结束，当听到马喬因为剧烈的疼痛而忍不住呻吟的时候，这名杀手又缓步返回了车门前，对两人补射了数枪，之后开车离去。
第二天上午12點45分左右，一個男子通過電話向瓦列霍警察局報案，並聲稱對這次襲擊負責，同時他還聲稱於六個半月前殺害了戴维·阿瑟·法拉第（David Arthur Faraday）和貝蒂·洛·詹森（Betty Lou Jensen），即早先的赫曼湖路謀殺案。警察對電話進行了追蹤，發現殺手是在街邊的一個電話亭撥打的電話，該電話亭位於泉路和圖奧勒米河的一個加油站邊，距離被害人费林的家大約只有十分之三英里，而距離瓦列霍治安署也僅僅只是幾個街區之隔。
费林在醫院中被宣告死亡，而马喬則被救了回來，儘管他被殺手射中了臉頰、脖子、胸部等多處。瓦列霍治安署探員約翰·林奇（John Lynch）和埃德·拉斯特（Ed Rust）開始調查這一案件。而於1970年，由探員傑克·穆拉纳克斯（Jack Mulanax）接手並繼續調查。

### 黃道十二宮殺手信件開始出現

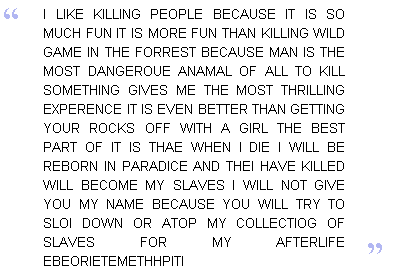
十二宮殺手408符密碼解答。該密碼意義（如果有的話）裡最後18個字元還未被斷定。

於1969年8月1日，《瓦列霍時報-先驅報》，《舊金山紀事報》，《舊金山審查者報》分別收到了由十二宮殺手所寫的這三封信。這些內容基本相同的信件聲稱為赫爾曼湖路和藍岩泉的槍擊事件負責。每封信中還各包含有三分之一的408字符密碼，殺手聲稱這些加密的文字中寫有他的具體身份。十二宮要求將它們印在每張報紙的頭版，否則他會「於每一個周末的夜晚徘徊在[原地]殺害獨行的人，殺完一個然後繼續，直到殺夠十二個為止」。紀事報在其隔天報紙的第四頁發表了十二宮信中那占三分之一的密碼部分。同時在文章的下邊引述了瓦列霍警察局長傑克·施蒂爾茨（Jack E. Stiltz）的話：「我們還不能確信，這封信就是凶手寫的。」，並請發信人寫第二封信來提供更多的事實以證明自己的身份。威脅殺人的諾言並沒有實施，而所有的三個部分的密碼文都最終得以出版。
於1969年8月7日，《舊金山審查者報》接到了另一封以敬語開頭的信：「親愛的編輯，這是十二宮在同你們說話」，這是殺人者第一次在提到了自己時使用了這個名字。這封信是為了回應瓦列霍警察局長施蒂爾茨要求他提供更多的細節，以證明是他殺死了法拉第、詹森和费林的話。在這裡，十二宮提供了關於謀殺事件的所有細節，包括那些並沒有向公眾公開的部分，並捎給警方一個口信，對他們說，當警察破獲了他的代碼，"他們將抓到我"。
於1969年8月8日，加州薩利納斯的唐納德（Donald）和貝蒂·哈登（Bettye Harden）破解了408符號密碼，但是並沒有名字出現在譯文中。

### 伯耶薩湖

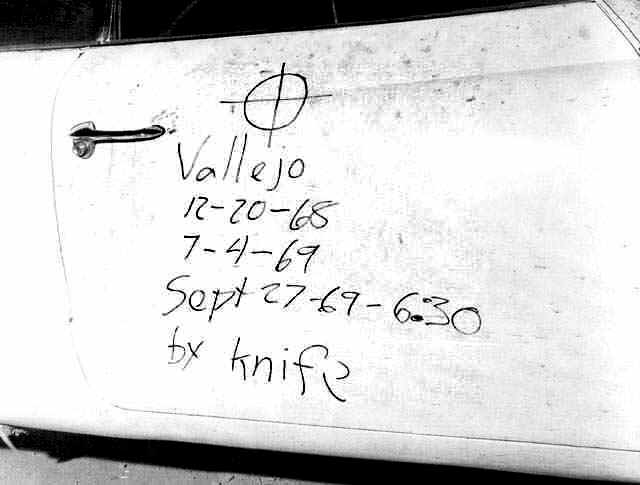
十二宫杀手在哈特内尔的車門留下的讯息

1969年9月27日，布赖恩·哈特内尔（Bryan Hartnell）和塞塞莉娅·谢泼德（Cecelia Shepard）正在伯耶薩湖的一個有沙灘連著雙子橡樹嶺的小島上野餐。一名男子頭戴著黑色劊子手式蒙面頭罩，眼孔處有墨鏡遮住，身穿背帶褲，胸口掛著一個白色的3吋x3吋交叉循環樣式的掛墜。他拿著槍走近他們，哈特奈爾相信是.45口徑。該蒙面男子自稱是一名從蒙大拿州迪爾洛奇（Deer Lodge）監獄逃脫的罪犯，在那裡他殺死一名看守，並偷走了輛車，並解釋說，他需要他們的車和錢去墨西哥。他帶來了預先切好的塑料繩，並讓谢泼德用繩子綁住哈特内尔，然後由他綁住了谢泼德。十二宮檢查了一下哈特内尔的捆綁，發現谢泼德綁的有些鬆，於是緊了緊繩子。哈特内尔剛開始以為這只是一個比較怪異的搶劫而已，但該名男子接著就開始用刀捅兩個人。然後，他徒步500碼回到諾克斯維爾路（Knoxville Road），用一只黑色軟筆在哈特内尔的車門上畫了一個的圖樣，並在下方寫道：瓦列霍/12-20-68/7-4-69/九月27-69-6:30/用刀。
晚上7時40分，該名男子打電話到納帕縣治安辦公室，通過付費電話通知了他所實施的犯罪。當電話在納帕市主干道的納帕洗車行被KVON電台記者帕特·斯坦利（Pat Stanley）找到時，發現電話只不過剛被掛斷了幾分鐘而已。而且距離治安辦公室只有區區幾個街區，離犯罪現場也只有27英裡的距離。警官們從電話聽筒上獲取了一個甚至還濕潤的手印，但卻沒有辦法匹配到任何一個嫌疑人上去。
一名男子和他兒子在小島附近的湖灣打漁的時候，聽到了被害人尖叫和呼救的聲音，他們立即聯繫了公園管理處以尋求幫助。納帕縣治安署副警長戴维·科林斯（Dave Collins）和雷·蘭德（Ray Land）作為先頭首先到達了事發地點。塞塞莉娅·谢泼德（Cecelia Shepard）在柯林斯到達時神志清楚，並向他詳細說明了攻擊他們的男子的攻擊的前後和細節。然後哈特内尔和谢泼德被救護車送往了納帕的溪谷王后醫院。谢泼德在送往醫院的途中陷入了昏迷並再也沒有恢復意識。她在兩天後死亡，但哈特内尔幸運的活了下來，得以將發生在他身上的事情講給媒體。納巴縣治安署偵察員肯·納洛（Ken Narlow）被分派開始偵破此案，偵察一直持續到1987年他從總署退休。

### 普雷西迪奥海茨
在1969年10月11日，在舊金山石匠大街（Mason street）同吉尔里路（Geary street）的交叉路口，一名男子坐進了保羅·斯泰恩（Paul Stine）的出租車，說是要去往普雷西迪奥海茨（Presidio Heights）的華盛頓楓樹街。由於某些未知的的原因，斯泰恩在駛出櫻桃街一個街區之後，該男子就用9毫米口徑手槍對准他頭部，一槍打死了他，然後拿走了他的錢包和車鑰匙，並撕下了他的衣角。殺手在下午9時55分時被三名過路的少年目擊到，犯罪進行的同時他們就報了警。他們看到該名男子將車上的痕跡擦干淨後，轉身走向普雷西迪奥区北邊的一個街區。警方在幾分鐘後抵達，幾個少年目擊者聲稱，殺手應該仍然在附近。
與事發地有兩個街區之隔，並同樣接到警報的警官唐·福克（Don Fouke），觀察到一個白人男子沿著人行道走過，從後走上通往街道北邊一所房子的前院的台階，這次遭遇只有短短的五到十秒鐘，他的搭檔，埃里克·泽尔姆斯（Eric Zelms）並沒有看到該男子。因為無線電的緊急調遣只說讓他們尋找一名黑人嫌犯而不是白人嫌犯，所以他們並沒有與該男子談話的理由，於是他們與他錯身而過並沒有停留。各種錯綜復雜的原因造成了這樣莫名其妙的一天。當他們到達櫻桃街，福克獲悉，他們其實是在尋找一個白人疑犯，福克意識到與他們錯身而過的肯定是那個殺手。福克得出結論認為，十二宮是依照他原來的路線並逃脫到了旧金山普雷西迪奥海茨，所以他們進入基地以尋找他，但殺手已經消失。隨後進行的搜索，也沒有任何發現。三個少年證人協助警方的人像專家彙總了殺死斯泰恩的凶手的特征，幾天後又搞出第二個版本。殺手估計為35-45歲。探員比尔·阿姆斯特朗（Bill Armstrong）和戴维·托斯基（Dave Toschi）被分配調查這個案件。舊金山警察署在幾年時間裡總共調查了2500多個嫌疑人。

### 更多信件與密碼

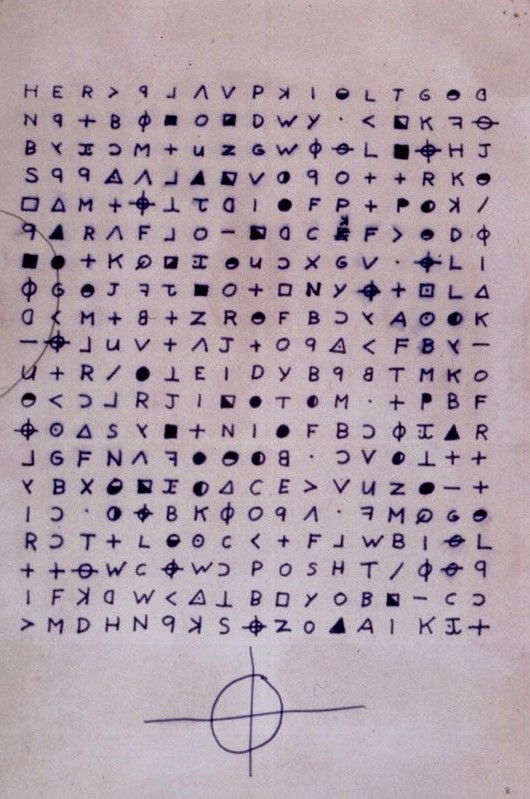
黃道帶殺手在1969年11月8日寄予《舊金山紀事報》的另一封加密信件

1969年11月8日，黃道帶殺手寄出另一封加密信件予《舊金山紀事報》。這封被稱為「Z340」的信件自寄出後一直未被破解，直至在51年後的2020年12月，才被由美國維吉尼亞州軟體開發人員戴维·奧蘭查克（David Oranchak）、比利時電腦工程師亚尔·范艾克（Jarl Van Eycke）及澳洲數學家萨姆·布萊克（Sam Blake）組成的團隊解密。訊息如下：
| I hope you are having lots of fun in trying to catch me That wasn't me on the TV show which brings up a point about me I am not afraid of the gas chamber because it will send me to paradice all the sooner Because I now have enough slaves to work for me where everyone else has nothing when they reach paradice so they are afraid of death I am not afraid because I know that my new life will be an easy one in paradice death | 我希望你们在嘗試追捕我的過程中獲得很多樂趣 打電話上節目宣稱是十二宮殺手的那人，並不是我 我並不畏懼毒氣室，因為這會讓我更快進入天堂 因為我有足夠多服侍我的奴隸，而其他人卻一无所有，這也是他們怕死的原因 但我一点也不怕，因为我知道我死后在天堂的新生活会很轻松 |

### 莫迪斯托市
1970年3月22日深夜，凯瑟琳·瓊斯開車從聖貝納迪諾到佩塔卢马探望她的母親。她當時懷了七個月的身孕，身旁還帶著十個月大的女兒。當西行經過132號高速公路附近的莫迪斯托市，後方的一輛車對她按喇叭並閃爍車燈，於是她把車停在路邊，後方的車停在她的後面。之後，下車的男人告訴她，她的右後方的車尾在搖晃，並要求她把車尾綁緊。當男人交待完後，男人作勢開車離開。然而，瓊斯拆掉輪子後，男人卻突然停下、倒車，然後說要載她到附近的加油站以詢求協助，於是她帶著女兒上了這個男人的車。然而，路上經過許多的加油站，但是這個男人都沒有把車子開進去。大約過了三家加油站，男人把車子開到特雷西鎮（Tracy）附近的偏僻小路，瓊斯開始詢問他為何不進加油站，然而男人只是轉移了話題。
當男人行經一個路口時，瓊斯帶著女兒跳車，並躲了起來。男人也追了出來，所幸一輛卡車開了過來，可疑的男人就開車離開了。瓊斯搭了便車到派特森（Patterson）警局。她在錄口供的時候，她注意到警方認定這個綁架了她與她的女兒的人與保羅·李·斯泰恩事件有關。為了避免黃道帶殺手回來將她殺害，警官將瓊斯安排在附近的麥爾斯餐廳（Mil's Restaurant）裡過夜。之後發現她的車被人縱火燒掉（gutted and torched）。
但是，在瓊斯案裡有許多矛盾點。大多數的爭議在於嫌犯在載著瓊斯時，曾直接威脅要殺了她與她的女兒，然而警方最後還是提出了質疑。瓊斯透過記者保羅·埃弗里的訪問，在《記事報》曾說那名綁架者曾下車拿手電筒搜尋她；然而，她給警方的兩次口供說那個男人沒有離開車子。有一些說法認為瓊斯的車子是被移動後縱火燒掉，因此找到車子的位置並非瓊斯離開車子時的位置。而事後有更多的矛盾點讓調查人員更懷疑這件事與黃道帶殺手是否真的有關。

### 進一步溝通
黃道帶殺手在1970年間持續以信件、賀卡的方式與相關單位聯絡，並登上新聞。在郵戳為1970年4月20日的信件中，殺手寫了我的名字是 （My name is _____），後面是十三個密碼字。殺手並宣稱他與當時（1970年2月18日）發生的舊金山警局爆破案沒有關係。殺手提到『殺警員比殺警官來得光榮多了，因為警員還可能回擊（there is more glory to killing a cop than a cid sic because a cop can shoot back）』。在信中，殺手畫了一個炸彈，並宣稱要用來炸毀學生巴士。而在信的最後面，他畫了一個符號，並寫了『 = 10, SFPD = 0』。
黃道帶殺手送了一張郵戳為1970年4月28日的賀卡給舊金山記事報。內容為：『我希望你們會很欣賞我的爆破（BLAST）』，後面則簽上了的圖樣。在卡片的背後，殺手威脅，如果新聞不快點刊出他所寫的事情，他會馬上炸掉巴士。同時，殺手還要看到人們戴起黃道帶殺手的記號。
而在1970年7月26日的信中，殺手說他沒看到人們戴起黃道帶殺手的記號而非常失望。殺手寫了：『我用點38口徑的槍射殺了一個坐在停止車輛中的男人』。這封信所提的殺人事件，應該是一週前（7月19日）的謀殺案。當天理查德·拉德蒂奇（Richard Radetich）正在車子裡寫停車券時，突然遭到攻擊者持點38口徑的手槍射擊頭部。拉德蒂奇也在十五個小時後死去。舊金山警方事後否認這是黃道帶殺手所行兇。然而，這個事件到現在也還沒解決。
信中包含了舊金山灣區Phillips 66加油站的地圖中，魔鬼山的圖樣上被殺手畫了一個被十字貫穿的圓圈，如同他先前曾畫過的。十字的上方畫著0，右方是3，下方是6，左側是9，因此被解讀成時鐘。殺手還提到這個零是：『給Mag. N.（to be set to Mag. N）』此信也包含了32個字的密碼，殺手並寫說尋著這個密碼能找到他藏起來的定時炸彈。而這個炸彈從來沒被找到。信件的最後，兇手畫了：『" = 12, SFPD = 0"』的字樣。
郵戳為1970年6月24日，寄給《記事報》的信中，殺手指出他犯下四個月前的凯瑟琳·瓊斯案。
在他1970年6月26日的信中，殺手演奏了《米卡多》裡的一首曲子，並在其中加入一些歌詞。歌詞描述他計畫如何在天堂拷打他的奴隸。這封信簽上了一個特大的黃道帶符號，與一個新的數字：『 = 13, SFPD = 0』。殺手在最後寫了『附註：魔鬼山碼注意弧度+#英吋沿著弧（P.S. The Mt. Diablo code concerns Radians + # inches along the radians）』。在1981年，一個由Gareth Penn所率領的秘密調查小組發現了殺手所提到的『弧度』，照著殺手的指示做出適當的弧度後，將會指向殺手兩次行兇的位置。
在1970年10月7日，《記事報》收到一張用血畫著殺手符號的五分之三吋卡片。卡片的內容是從《記事報》上的文字剪貼組成，卡片還被打了十三個洞。調查人員阿姆斯壯與托斯奇相信這張卡片有很高的可能性是來自黃道帶殺手。

### 里弗赛德市
1970年10月27日，記事報的記者保羅·埃弗里接到一封以Z字與黃道帶殺手符號簽署的萬聖節卡片。在卡片裡，以手寫的方式寫著：『捉迷藏（Peek-a-boo），你死了。』，卡片的內容威脅的意味濃厚，信封裡還附加舊金山記事報的頭版新聞。不久，埃弗里接到一封匿名信，告訴他有一個未解的案子與黃道帶殺手的行兇模式很類似貝蒂·洛·詹森案，這個懸案發生在四年前，在加州的大洛杉磯地區的里弗赛德市的市立大學，就在舊金山南方四百英里處。埃弗里在1970年11月16日的《記事報》上面刊登了他的調查經過。
這個事件發生在1966年10月30日，十八歲的贝茨（Bates）待在學校圖書館一直到晚上九點。她的鄰居在晚上十點半鐘曾聽到尖叫聲，隔天早上贝茨的屍體就被發現在學校圖書館與贝茨宿舍的路程之間，就躺在學校正在維修的石板路。在屍體的身上的福斯汽車分電器還纏著電線。她被殘忍的凌虐致死。一只男性的天美時（Timex）手錶和撕裂的袖子掉在現場附近。雖然手錶的指針停在十二點二十四分，但是警方認為攻擊事件發生的時候應該更早一些。在現場還發現軍靴的鞋印。
一個月後，在1966年11月29日，一封打字機寫成的信寄到了里弗赛德市警局，上面還寫有里弗赛德市印刷公司的字樣。信的標題是自白，信件的作者表示要負起贝茨命案的責任，並公開命案的細節，並警告：『她不是第一個，也不會是最後一個。』。
同年12月，在里弗赛德市立大學圖書館的桌子下方發現一個雕刻出來的詩。標題寫著《活的厭倦／不想死》（Sick of living/unwilling to die），詩的語調與書寫方式與黃道帶殺手的信件非常類似。上面的署名看起來像是rh的縮寫。加州最高文书鉴定科（Questioned Documents）審查人員舍伍德·莫雷爾（Sherwood Morrill）認為這首詩的作者就是黃道帶殺手。
1967年4月30日，大約是贝茨案的六個月後，贝茨的父親約瑟芬（Joseph）、里弗赛德市印刷公司與警方接到（推測為）相同來源的信件，這次是親筆寫的信。警方與印刷公司的版本裡面寫著：『贝茨非死不可，之後還會（死）更多（人）』。被害人的父親的信則寫著：『她非死不可，之後還會（死）更多（人）』。信的後面簽上了Z的字樣。
在1971年3月13日，大約是埃弗里初次寫下贝茨案之後的四個月，殺手寄了一封信給洛杉磯時報，表明是他讓埃弗里比警方更早發現這起命案，信中還寫：『這只是最容易發現的命案，在地獄裡還躺了更多（被害人）』。
關於這個命案是否與黃道帶殺手有關，至今還沒能確定。里弗赛德市警局並未認定這起命案是由黃道帶殺手犯下，但是他們承認殺手的信是真的，而殺手的目的是為了沌淆警方辦案。

### 太浩湖
1971年3月22日有一封寄到《記事報》，給保羅·艾李（Paul Averly）的明信片，推測是給保羅·埃弗里（Paul Avery）。該信可能是來自黃道帶殺手，殺手宣稱發生在1970年9月6日的拉斯失蹤案與殺手有關。這封信是由廣告與雜誌剪集而成，上頭有著冰松大廈（Forest Pines）的廣告，卡片上還寫著『塞拉俱乐部』，『找到第十二個犧牲者』，『看一下那棵松樹』，『走過太浩湖』，『就在雪地周圍』；黃道帶殺手的記號畫在回信處。
唐娜·拉斯是一名在Sahara Tahoe工作的護士。9月6日她工作到凌晨兩點。按照最後一個被照顧的病患所言，她是在凌晨一點四十分進行看護，也沒看到她離開她自己的辦公室。隔天早上，她的制服與鞋子被發現在她辦公室的一只紙包裡，而且還髒得難以解釋。她的車卻被發現在她的公寓，而她的公寓裡非常乾淨。不久，她的僱主與房東都接到了不明男人的電話，男人在電話中提到拉斯的家人發生了意外，要她快點離城。警方起初以為拉斯只是一個單純的失蹤個案，認為她只是單純的離開，但是拉斯卻從此消失。之後，本案最大的進展是在接近加州諾登的谢拉俱樂部（Sierra Club）的庭園裡挖出一幅太陽眼鏡。
還沒有證據顯示這個案子與黃道帶殺手有關。

### 聖塔巴巴拉
在1972年11月13日的《Vallejo Times-Herald》報紙裡寫了，聖塔巴巴拉的警官比爾·貝克（Bill Baker）表示，這起案子可能是黃道帶殺手所犯下。
1963年6月4日，這是黃道帶殺手犯下賀曼湖路案的五年半前。高中生罗伯特·多明戈斯與他的未婚妻琳達·爱德华兹蹺課後在隆波克附近的海灘被射殺。警方相信攻擊者打算捆綁被害人，但是被害人卻企圖逃跑，於是兇手用點22口徑的手槍將兩人擊斃。於是兇手把兩人的屍體放到附近的小屋，想燒掉屍體，卻失敗了。
爱德华兹和多明戈斯之所以被認為是黃道帶殺手的受害者，是因為這起案件與黃道帶殺手在伯耶薩湖所犯下的案件有許多雷同之處。

## 嫌疑犯
警方和一些独立研究人员已经列出了一份可能是十二宫凶手的名单，他们是：
- Arthur Leigh Allen（已经受到DNA对比實驗否定）
- Jack Tarrance（具高度嫌疑）
- Rick Marshall
- Lawrence Kane
- Michael O'Hare
- Ted Kaczynski
- Bruce Davis

## 最新进展
根据一项由迈克尔·N·马洛尼（Michael N. Maloney）和凯利·卡罗尔（Kelly Carroll）最近进行的DNA对比实验，否定了之前的头号嫌疑犯阿瑟·利·艾倫（Arthur Leigh Allen）作案的可能。他的DNA与从十二宫写给警方的信件上提取的任何DNA都不相符。由于之前几乎所有的证据都指证艾倫是这一系列连环凶杀案的凶手，这一实验结果一度使得案件的调查陷入僵局。
2008年8月29日，美国萨克拉门托市的KOVR电视台报道了一则与此案相关的新闻：一位名叫丹尼斯·考夫曼（Dennis Kaufman）的民眾在整理继父傑克·塔兰斯（Jack Tarrance, 1928年2月24日-2006年）的遗物時，发现许多与此案相关的线索。傑克·塔兰斯于2006年去世，丹尼斯发现傑克遗留的黑箱子内有一个黑色的头巾，该头巾上面有十二宫当年写给警方的信件上同样的十字架符号。同时发现的还有一把沾有血迹的小刀，还有一些受害者的照片。此外，傑克亦留下一封信件，信内承认他就是黃道十二宮殺手。2008年9月1日，在对此事的追踪报道中，媒体表示美国FBI已经开始调查这一最新的线索，并取得了一些额外的证据。丹尼斯已经将他的发现全部交给了FBI。而FBI随后也将开始进行DNA对比实验。
丹尼斯向FBI提出的證物包括一把磨損並沾有血跡的舊鐮刀、作案時所穿戴黑色連身外加面罩的服飾、繼父自白的舊式影帶等，丹尼斯不但對此案件主動作足功課，為此他還將搜集的過程與證據公佈在自己的網站上說明。其中他將繼父傑克在不同時期的體型、面相、筆跡作比對，所有能提出相關的文件證物都一一展示出來，並洋洋灑灑寫了一堆有關他搜集繼父與黃道帶殺人兇手相關事證的過程，甚至還高調的接受電視媒體專訪提出他認為的有利證據。
雖然丹尼斯自認為繼父傑克為黃道帶殺人兇手的可信度極高，但指紋鑑定專家Nanette Barto仍採取不同觀點，她舉出許多證據作為反駁，而這些反駁證據甚至細微到連對追緝兇嫌的畫相都有不同的看法，畢竟身為一位專家，總無法用「疑似」這種模稜兩可的猜測來作為最後判決。至於在此個人網站中，丹尼斯提出另一個論點讓人有些匪夷所思，他指出，黑色大理花懸案當中慘死的伊麗莎白·肖特（Elizabeth Short）曾經與一位自稱為「Jack」（J.W.）的年輕海軍士兵交往，而丹尼斯也認為此案與繼父傑克有關，然而他的猜測仍被Nanette Barto一一駁回。
2020年12月12日，FBI宣布十二宫杀手于1969年11月8日寄给《旧金山纪事报》的340字符的密码被David Oranchak、Sam Blake和Jarl Van Eycke三人破译，但破译结果对于破解十二宫杀手身份之谜并无帮助。
2021年，旧金山警方FBI认为凶手是Gary Francis Poste，理由是被破译的信函中隐藏了十二宫杀手的名字 。但Poste已于2018年8月14日死亡，目前案件仍在进一步侦破当中。 

## 相關作品
- 《緊急追捕令》Dirty Harry（1971）：警匪片。片中的反派“天蝎”（Scorpio）的原型即是来自十二宫杀手。
- 《索命黃道帶》Zodiac（2007）：以本案件为背景改编的犯罪片。
- 《犯罪心理》第7季第11集True Genius（2012）：片中罪犯為黃道十二宮殺手模仿犯
- 《看门狗2》Watch Dogs 2（2016）
- 《馬蓋先》第1季第15集MacGyver Season 1 EP 15（2017）